# Leptoiulus
Leptoiulus är ett släkte av mångfotingar som beskrevs av Karl Wilhelm Verhoeff 1894. Leptoiulus ingår i familjen kejsardubbelfotingar.

## Dottertaxa tillLeptoiulus, i alfabetisk ordning[1][2]
- Leptoiulus abietum
- Leptoiulus alemannicus
- Leptoiulus anguiglossus
- Leptoiulus arabistanus
- Leptoiulus arelatus
- Leptoiulus astrabadensis
- Leptoiulus atticus
- Leptoiulus bakonyensis
- Leptoiulus belgicus
- Leptoiulus bertkaui
- Leptoiulus bjelasnicensis
- Leptoiulus borisi
- Leptoiulus braueri
- Leptoiulus brentanus
- Leptoiulus brevivelatus
- Leptoiulus broelemanni
- Leptoiulus carpinorum
- Leptoiulus chiesensis
- Leptoiulus cibdellus
- Leptoiulus deubeli
- Leptoiulus discophorus
- Leptoiulus dolinensis
- Leptoiulus faesi
- Leptoiulus frigidarius
- Leptoiulus garumnicus
- Leptoiulus gilvicollis
- Leptoiulus hastatus
- Leptoiulus hauseri
- Leptoiulus helveticus
- Leptoiulus hermagorensis
- Leptoiulus hospitelli
- Leptoiulus hospitellii
- Leptoiulus ivanjicae
- Leptoiulus juvenilis
- Leptoiulus kervillei
- Leptoiulus korongisius
- Leptoiulus krueperi
- Leptoiulus legeri
- Leptoiulus liptauensis
- Leptoiulus macedonicus
- Leptoiulus macrovelatus
- Leptoiulus magnus
- Leptoiulus marcomannius
- Leptoiulus marmoratus
- Leptoiulus minutus
- Leptoiulus montivagus
- Leptoiulus noricus
- Leptoiulus oribates
- Leptoiulus phylacifer
- Leptoiulus pretneri
- Leptoiulus proximus
- Leptoiulus riparius
- Leptoiulus roszkowskii
- Leptoiulus rylaicus
- Leptoiulus saltuvagus
- Leptoiulus sarajevensis
- Leptoiulus sarasini
- Leptoiulus serpentinus
- Leptoiulus silvicola
- Leptoiulus simplex
- Leptoiulus storkani
- Leptoiulus tendanus
- Leptoiulus tiflisianus
- Leptoiulus transsylvanicus
- Leptoiulus trilineatus
- Leptoiulus umbratilis
- Leptoiulus vagabundus
- Leptoiulus vanoyei
- Leptoiulus zagrebensis